# ASEC米莫萨
ASEC米莫萨，又称阿比让ASEC，是科特迪瓦阿比让的一个足球俱乐部。成立于1948年。
该队为科特迪瓦联赛的一支强队，曾夺得1998年非洲冠军联赛冠军。
这间足球俱乐部出现过连续108场比赛的世界最长足球不败纪录，1989年至1994年间连续6个赛季的科特迪瓦联赛没有输过球。

## 著名球员
- 科洛·图雷
- 阿鲁纳·丹达内
- 巴卡里·科内